# Stal-5
Stal-5 (ros. Сталь-5) – niezrealizowany projekt radzieckiego samolotu pasażerskiego w układzie latającego skrzydła.

## Historia
Prace nad nowym samolotem pasażerskim zdolnym do realizacji dalekodystansowych lotów rozpoczęto w 1933 roku. Głównym konstruktorem był Aleksander Iwanowicz Putiłow. Maszyna miała być zdolna do przewozu 18 pasażerów. Samoloty seryjne, niewielkim nakładem sił, miały być dostosowane do szybkiego przekształcenia w maszyny transportowe lub bombowe. Do napędu wybrano dwa silniki rzędowe M-34F. Za silnikami, na pogrubionym i pokrytym bakelitem centropłacie umieszczono podwójne usterzenie pionowe. Również w centropłacie, pomiędzy silnikami znajdowała się kabina załogi. Konstrukcję samolotu wykonano ze spawanych stalowych rur. Podwozie wciągane, główne do wnęk w gondolach silnikowych. Makieta nowej maszyny została zbudowana w 1934 roku. W celu przetestowania w praktyce przyjętych założeń konstrukcyjnych podjęto decyzję o budowie latającego, pomniejszonego modelu samolotu Stal-5. Wybudowano maszynę o rozpiętości 6 metrów, napędzaną dwoma silnikami Salmson o mocy 45 KM każdy. Skrzydło miało prawie prostą krawędź spływu, a na jego końcach umieszczono stateczniki pionowe. Umieszczona w osi samolotu kabina wystawała ponad górną powierzchnię skrzydła. Konstrukcja samolotu wykonana została ze stalowych rur, pokrytych bakelitem. Usterzenie pokryto płótnem. Model oblatano w 1934 roku. Okazał się on być niezwykle trudną w pilotażu maszyną, reagującą na najdrobniejszy ruch drążka sterowego. Niezachęcające wyniki prób w locie modelu, spowodowały zaniechanie dalszych prac nad docelowym Stal-5.